# Di Goldene Kejt
„Di Goldene Kejt” (jid. ‏די גאָלדענע קייט‎, dosł. „Złoty łańcuch”) – izraelski kwartalnik literacko-artystyczny, ukazujący się w języku jidysz, powstały w 1949 r. w Tel Awiwie z inicjatywy znanego poety Abrahama Suckewera.
Gazeta powstała w odpowiedzi na politykę państwową dążącą do marginalizacji języka jidysz na rzecz języka hebrajskiego. W tym okresie język hebrajski został uznany za oficjalny język państwowy. Działacze państwowi oraz ludzie pióra agitowali na rzecz języka hebrajskiego, jednocześnie atakując język jidysz, którym posługiwała się większość przyjezdnych. Właśnie im naprzeciw wyszedł ze swoją inicjatywą Suckewer, cieszący się wielkim autorytetem jako twórca. Kwartalnik otrzymał nazwę „Di Goldene Kejt” na cześć poematu Icchoka Lejba Pereca z  1909 r. o tymże tytule. Mimo ciężkiej sytuacji w kraju (wojna z krajami arabskimi) udało się Suckewerowi uzyskać fundusze na wydawanie kwartalnika, jego finansowania podjęły się izraelskie związki zawodowe Histadrut.
Ukazanie się kwartalnika było wielkim wydarzeniem, a gazeta szybko uzyskała miano centrum literatury żydowskiej. Nowojorski miesięcznik żydowski „Jidisze Kultur” nazwał „Di Goldene Kejt” małym Jawne (od nazwy miasteczka, w którym po zburzeniu Jerozolimy powstała z inicjatywy Jochanana  Ben Zakkaja słynna uczelnia). W kwartalniku publikowali między innymi: Szalom Asz, Nachum Bomze, Aron Cajtlin, Jakub Glatsztejn, Chaim Grade, Aron Lejeles, H. Lejwik, Szmuel Niger, Josef Opatoszu, Melech Rawicz, Hadasa Rubin, Dow Sadan, Abraham Suckewer, Aleksander Szpigelblat. W dziewiątym numerze kwartalnika ukazały się wiersze Marca Chagalla.
Wiele miejsca w „Di Goldene Kejjt” poświęcono pamięci poetów i pisarzy pomordowanych w ZSRR, publikując utwory oraz analizy twórczości Dawida Bergelsona, Icyka Fefera, Dowida Hofsztejna, Moszego Kulbaka, Lejba Kwitki, Pereca Markisza i innych. Ukazywały się również przekłady twórców piszących w innych językach, jak Czesław Miłosz. Pojawiały się także publikacje na temat dawnych i współczesnych prądów w malarstwie i rzeźbie. Omawiano twórczość Jankiela Adlera i Marka Antokolskiego.
W 1989 r. w czterdziestolecie istnienia kwartalnik otrzymał prestiżową Nagrodę im. Icyka Mangera jako wyraz uznania za przedłużenie złotego łańcucha żydowskiej literatury i wzbogacenie jej wieloma osiągnięciami we wszystkich dziedzinach. Kwartalnik ukazywał się przez blisko 50 lat.